# Vardenis (vattendrag)
Vardenis är ett vattendrag i Armenien.   Det ligger i provinsen Gegharkunik, i den centrala delen av landet, 80 kilometer öster om huvudstaden Jerevan. Vardenis ligger vid Sevansjön.
Runt Vardenis är det ganska tätbefolkat, med 72 invånare per kvadratkilometer.